# أحمد الرواحي
أحمد فرج عبد الله الرواحي (مواليد 5 مايو 1994) هو حارس مرمى كرة قدم عماني يلعب لنادي السيب في الدوري العماني للمحترفين.

## روابط خارجية
- أحمد الرواحي على موقع قاعدة بيانات كرة القدم.إي يو (الإنجليزية)
- أحمد الرواحي على موقع ناشيونال فوتبول تيمز (الإنجليزية)
- أحمد الرواحي على موقع Soccerway.com (الإنجليزية)
- أحمد الرواحي على موقع كووورة